# Karabin Accuracy International AWS
AWS (Arctic Warfare Suppressed) – powtarzalny karabin wyborowy produkowany przez brytyjską firmę Accuracy International. Jest to wariant karabinu AW przystosowany do używania amunicji poddźwiękowej. Broń produkowana na potrzeby jednostek specjalnych.
Broń posiada zintegrowany, składany dwójnóg. Konstrukcja karabinu zapobiega oblodzeniu do temperatury poniżej -40° C. Zielona kolba syntetyczna może zostać w razie potrzeby przedłużona za pomocą przekładek kompensujących. 
Aby uzyskać efekt wytłumienia, zastosowano specjalną lufę z integralnym tłumikiem dźwięku. 
W karabinie najczęściej stosuje się celowniki optyczne Schmidt & Bender 3–12 × 50 Mk II lub Schmidt & Bender 6 × 42.